# Língua silt'e
Silt'e (ስልጥኘ [siltʼiɲɲə] ou የስልጤ አፍ [jəsiltʼe af]) é uma língua semítica falada na Etiópia Central, principalmente na woreda de Silte, Região das Nações, Nacionalidades e Povos do Sul, e pelos falantes da língua (hoje chamados povo Silt'e) que se estabeleceram em cidades da Etiópia, especialmente em Adis Abeba.

## Dialetos
Os cinco dialetos da língua são: Azernet-Berbere, Silti, Wuriro, Ulbareg e Wolane.

## Fonologia

### Ortografia
Desde pelo mesnos os anos 80, o Silt'e vem sendo escrito em escrita ge'ez, ou Etiópica, sistema desenvolvido originalmente para a língua ge'ez que é mais conhecido por seu uso nas línguas amárica e tigrínia.
Esse sistema distingue somente sete sons vogais, sem que haja qualquer marcação em Silt’e para vogais curtas e longas. Isso provavelmente não prejudica o entendimento pois há pouquíssimos pares de palavras diversas nos quais a distinção dependa da extensão do som vogal.
Na escrita Silt'e, as sete vogais etíopes são mapeadas entre as vogais Silt’e como se segue:
- ä → a: አለፈ alafa 'ele passou'
- u → u, uu: ሙት mut 'morte', muut 'coisa'
- i →
  - ii: ኢን iin 'olho'
  - Final de palavra i: መሪ mari 'amigo'
  - i no final de palavra – Raiz de palavra: መሪከ marika 'amigo dele'
  - Verbo impessoal no passado perfeito i sufixo: ባሊ baali 'as pessoas disseram'; በባሊም babaalim 'mesmo se as pessoas dissessem'
- a → aa: ጋራሽ gaaraaš 'tua (fem.) casa'
- e → e, ee: ኤፌ eeffe 'ele cobriu'
- ǝ →
  - i (exceto acima): እንግር ingir 'pé'
  - consoante não seguida por vogal: አስሮሽት asroošt 'doze'
- o → o, oo: ቆጬ k'oč'e 'tartaruga', k'ooč'e 'ele corta'